# أمعائيات عاثية جي4
أمعائيات عاثية جي4 هو فيروس من فصيلة فيروسات مكروية وجنس فيروس مكروي.